# 아론 샌더스
아론 샌더스(Aaron Sanders, 1996년 4월 16일 ~ )는 미국의 배우, 텔레비전 배우이다.

## 영화
- 라모너 앤 비저스 (2010년)
- 눈사람 (2010년)
- 윔피 키드 (2010년)
- 노 그레이터 러브 (2009년)
- 싱글 맨 (2009년) - 톰 스트런크 역